# Drakula halála
Drakula halála (en húngaro, La muerte de Drácula) es una película muda de terror austríaca coescrita y dirigida por Károly Lajthay, y protagonizada por Paul Askonas y Lena Myl. Se supone que es una película perdida, aunque algún crítico mantiene la esperanza de que quede una copia en algún archivo húngaro.
La película fue la primera en mostrar en pantalla la figura del vampiro Conde Drácula (deletreado "Drakula"), aunque las investigaciones modernas señalan que la trama de la película no seguía en absoluto la de la novela original de 1897, Drácula de Bram Stoker. Así, Nosferatu (1922) es considerada la primera adaptación cierta de la novela de Stoker.
Después de estrenarse en Viena en 1921 y disfrutar de una larga y exitosa carrera europea, la película fue luego reeditada y reestrenada en Budapest en 1923 como La muerte de Drácula.
El director Lajthay era actor y director. La mayoría de las películas en que trabajó se han perdido.

## Trama
La humilde costurera Mary Land, de 16 años, visita a su padre, que está alojado en un asilo mental cerca de Viena, al perder la cabeza tras la muerte de su esposa, la madre de la joven. Ella empieza a experimentar terroríficas visiones después de conocer allí a uno de los pacientes, que reclama ser el Conde Drácula (aquí siguiendo la ortografía húngara Drakula). Tiene problemas para determinar si las visiones son reales o meramente pesadillas. El paciente que se cree un vampiro es una figura perturbadora, delgado y pálido con la línea del cabello en la frente en pico, orejas puntiagudas y dientes afilados (como aparece en las impresiones supervivientes), aparentemente llevando una capa o manto (El cartel de hecho muestra un rostro gris, con ojos rojos, colmillos y garras). Finalmente sale del asilo y se casa con su prometido, pero los sueños donde el inquietante paciente aparece continúan persiguiéndola cuando duerme.

## Reparto

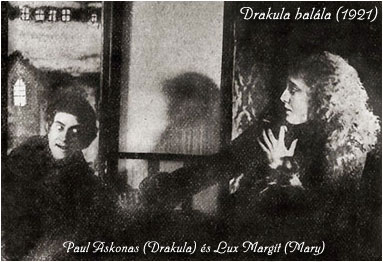
Un fotograma de la película.

- Erik Vanko (alias, conocido por su nombre artístico Paul Askonas) como el paciente del asilo mental, que reclama ser el conde Drácula.
- Lena Myl como Mary Land
- Carl Goetz como carnicero
- Aladar Ihasz
- Lajos Rethey
- Dezső Kertész como George, el leñador prometido de Mary
- Elemér Thury como doctor

## Véase también

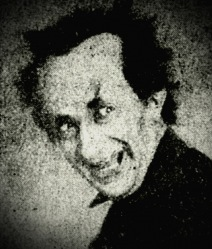
Paul Askonas como Drácula.